# Къща музей „Тодор Проески“
Къщата музей „Тодор Проески“ (на македонска литературна норма: Спомен куќа „Тодор Проески“) е мемориал в град Крушево, Северна Македония, посветен на трагично загиналия певец Тодор Проески (1981 – 2007). Сградата е обявена за паметник на културата.

## Описание
Сградата е разположена в парк, северно от града, в местността Гуменя. Изградена е в 2011 година от архитектите Деян Спасеновски, Деян Секуловски и Илия Божиновски. Сградата е от бетон, стомана и стъкло и има раздвижена кръстовидна кубична основа. На фасадата се редуват бетонни платна и големи остъклени повърхности.